# Hooksett
Hooksett är en kommun (town) i Merrimack County i delstaten New Hampshire, USA med 13 451 invånare (2010). 

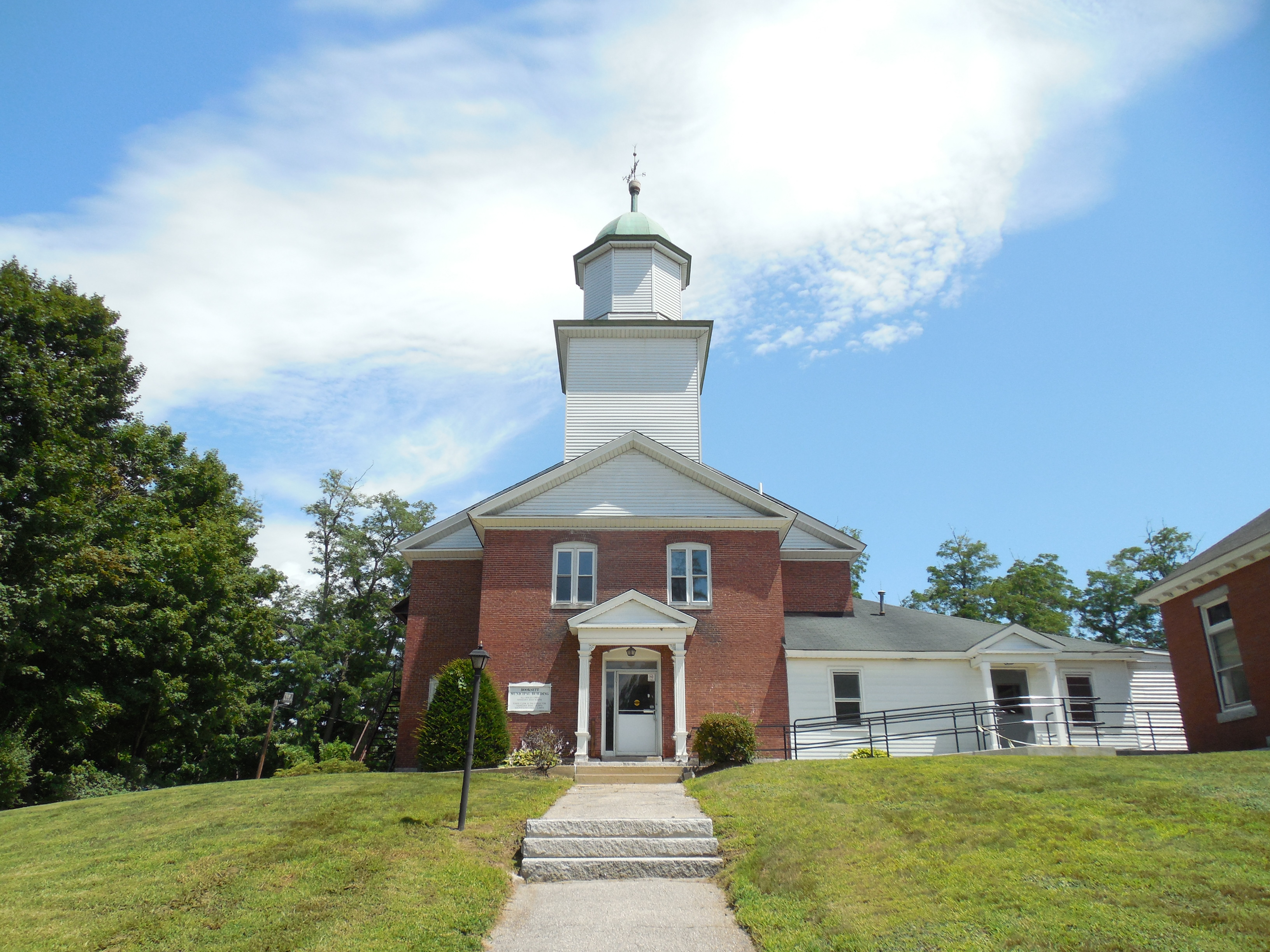